# Mark Gerard Miles
Mark Gerard Miles, né le 13 mai 1967, est un prélat britannique de l'Église catholique romaine qui travaille au service diplomatique du Saint-Siège. Il occupe la fonction d'archevêque et nonce apostolique au Bénin et au Togo.

## Biographie

### Enfance, éducation et débuts
Mark Gerard Miles naît à Gibraltar le 13 mai 1967. Diplômé en droit canonique, il se prépare à une carrière dans le service diplomatique à l'Académie pontificale ecclésiastique et ses premières missions l'amene à travailler en Équateur et en Hongrie, ainsi qu'à Rome dans la section des affaires générales de la Secrétairerie d'État,.

### Ordination et nomination
Mark Gerard Miles devient prêtre le 14 septembre 1996. Lors de la visite du pape François aux Philippines et aux États-Unis en 2015, son interprétation simultanée en anglais reçoit une appréciation du public. En septembre 2015, Miles reçoit le médaillon de distinction de Gibraltar. Le 31 août 2019, le pape François le nomme observateur permanent du Saint-Siège auprès de l'Organisation des États américains. Le 5 février 2021, le pape François le fait nonce apostolique au Bénin et archevêque titulaire de Città Ducale (de). Miles est le premier Gibraltarien à occuper le rang de nonce et le premier à devenir archevêque. Le 2 mars, il se voit confier la responsabilité du Togo également,,.
Le 9 juillet 2024, il est nommé nonce apostolique au Costa Rica.

## Distinctions
- 2015: médaillon de distinction de Gibraltar (en)[7]